# Corpen Aike
Corpen Aike – departament w argentyńskiej prowincji Santa Cruz. Według spisu powszechnego zamieszkany przez 15 027 osób. Stolicą jest Puerto Santa Cruz.
Nazwa departamentu pochodzi z języka tehuelche. Corpen oznacza „trzcinę” lub „trzcinowy”, a aike to „miejsce, w którym się mieszka”.

## Gminy
Departament dzieli się na dwie gminy:
- Comandante Luis Piedrabuena
- Puerto Santa Cruz

## Ochrona środowiska
Na obszarze departamentu położony jest Park Narodowy Monte León.